# Lake Tahoe-dam

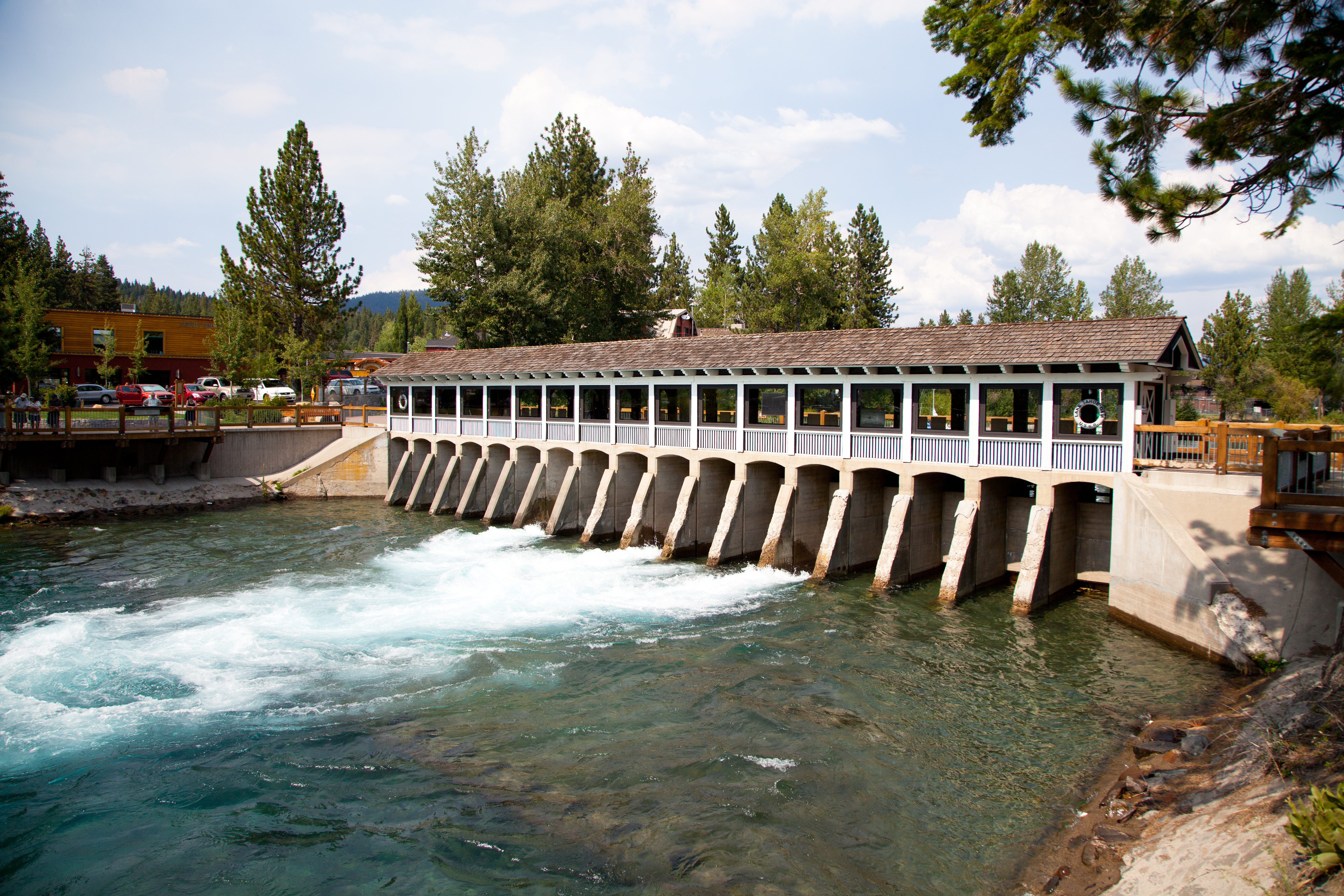
Lake Tahoe-dam in Tahoe City

De Lake Tahoe-dam (Engels: Lake Tahoe Dam) is een betonnen gewichtsdam in Tahoe City in de Amerikaanse staat Californië. De dam staat in de Truckee-rivier bij de uitstroom van Lake Tahoe; de enige uitstroom van het grote bergmeer. De dam werd tussen 1909 en 1913 gebouwd en verving een oudere private constructie. De Lake Tahoe-dam reguleert de uitstroom van Lake Tahoe. Hij zorgt er onder andere voor dat het waterpeil 3,1 meter hoger is dan voorheen. De dam kan maximaal 59 m³/s water doorlaten. Sinds 1981 staat het 33 meter lange bouwwerk op het National Register of Historic Places.